# Asperula elonea
Asperula elonea là một loài thực vật có hoa trong họ Thiến thảo. Loài này được Iatroú & Goergiadis mô tả khoa học đầu tiên năm 1984.